# (1382) Gerti
(1382) Gerti es el asteroide número 1382 situado en el cinturón principal. Fue descubierto por el astrónomo Karl Wilhelm Reinmuth  desde el observatorio de Heidelberg, el 21 de enero de 1925. Su designación alternativa es 1925 BB. Está nombrado en honor de Gertrud Höhne, secretaria en el Astronomisches Rechen-Institut de Berlín.